# Sd.Kfz. 247
Le Sd.Kfz. 247 (Sonderkraftfahrzeug 247) était une automitrailleuse de reconnaissance et de commandement allemand utilisée par la Wehrmacht au cours de la Seconde Guerre mondiale.

Avant la guerre, dix modèles à six roues - 6 x 4 (Ausf A) ont été construits; Cela a été suivi pendant la guerre par 58 modèles à quatre roues - 4 x 4 (Ausf. B). Le nom exact du véhicule était schwerer geländegängiger gepanzerter Personenkraftwagen («Véhicule blindé pour personnel tout-terrain lourd»).

## Description
Le Sd.Kfz. 247 avait une cabine surélevée ouverte, légèrement blindé placé sur un châssis à roues. Il était désarmé car son équipage de six hommes n'était pas destiné à se battre, mais plutôt destiné à être utilisé par les commandants des bataillons de reconnaissance motorisés, même si aucune version n'était équipée de radios. Son blindage était destiné à arrêter des balles perforantes de 7,92 millimètres à des distances supérieures à 30 mètres. Des preuves photographiques montrent que quelques Ausf. B ont été équipés plus tard d'une antenne radio en forme d'étoile montée à l'intérieur du compartiment de l'équipage, et une plaque de blindage supplémentaire boulonnée au glacis inférieur de la coque.

### Ausf. A
Krupp a construit dix modèles Ausf. A à partir du châssis de son camion L2 H143 6 × 4 (Krupp Protze) en 1937. Son moteur à essence à 4 cylindres, refroidi par air, de 3,5 litres  Krupp M 305 de 65 chevaux lui donnait une vitesse de pointe de 70 kilomètres par heure et une autonomie de 350 kilomètres. Comme tous les autres véhicules qui ont utilisé ce châssis, l'Ausf. A avait une mobilité de tout-terrain très limitée, les conducteurs étant conseillés de rester sur les routes et les sentiers. Il pesait 5,2 tonnes, mesurait 5,2 mètres, 1,96 mètre de largeur et 1,7 mètre de hauteur.

### Ausf. B

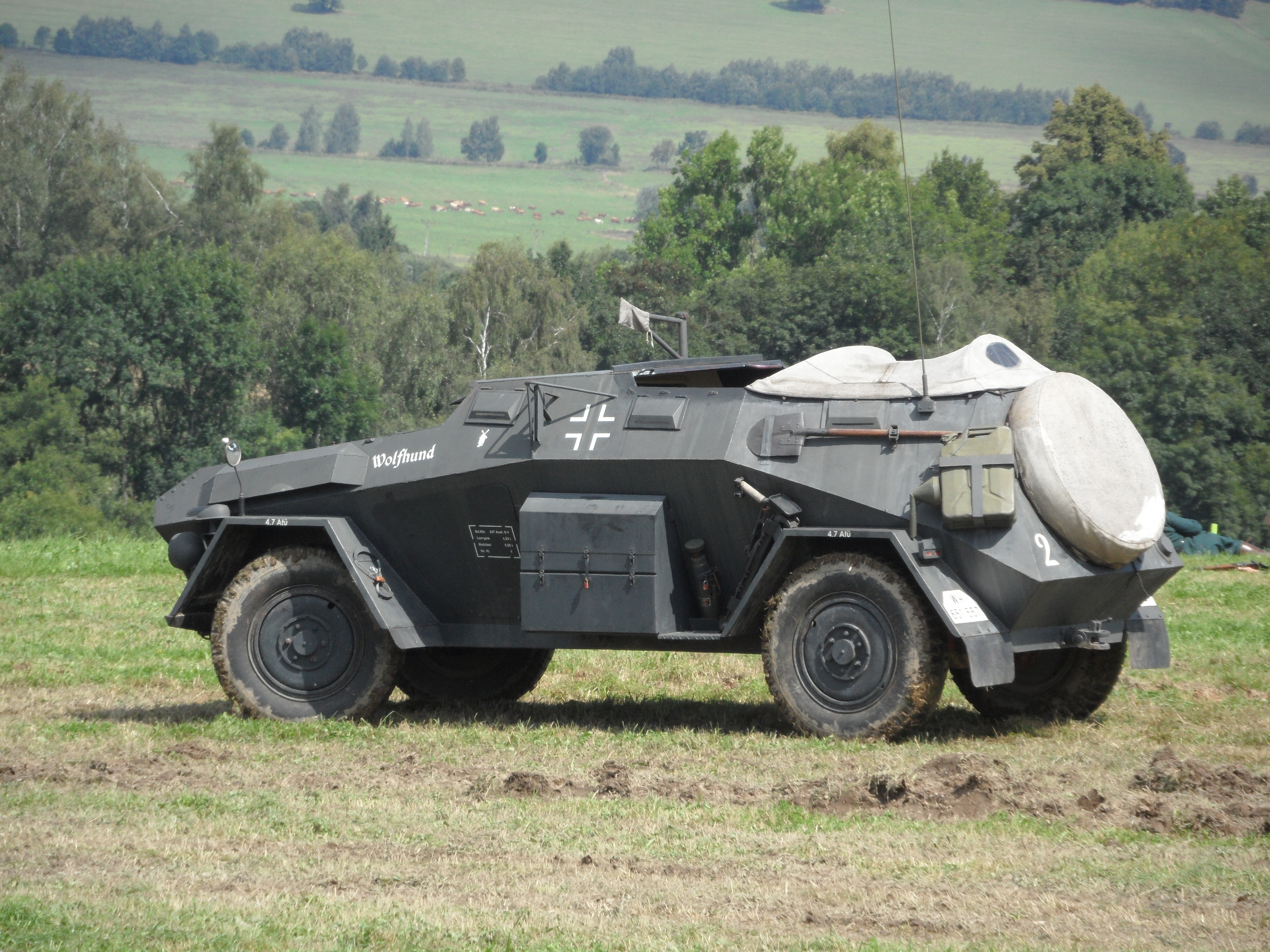
Vue 3/4 arrière du véhicule de l’infobox en 2014.

Daimler-Benz a construit 58 modèles Ausf. B en 1941-42 sur un châssis de voiture lourd 4 × 4 (s.Pkw. Typ 1c). Le moteur monté à l'avant était un 8 cylindres, 3823 cm³ Horch 3.5 à essence, lui donnant une vitesse de route de 80 kilomètres par heure. Il avait une autonomie maximale de 400 kilomètres.

## Blindage
| Epaisseur/Pente | Devant   | Côté     | Arrière  | Dessus/Dessous |
| --------------- | -------- | -------- | -------- | -------------- |
| Superstructure  | 8 mm/38° | 8 mm/35° | 8 mm/30° | ouvert         |
| Coque           | 8 mm/35° | 8 mm/35° | 8 mm/36° | 6 mm           |

## Exemplaire survivant
Un véhicule a été reconstruit en 2018 en Belgique par Michaël Finfe
pour l'Asbl 82nd AB 508th Viroinval en 106 jours.
Un autre véhicule a été reconstruit en 2019 en France par la branche bretonne du MVCG (Military Vehicles Conservation Group)
après 9 ans et 3 000 heures de travail.

## Sources
- (en) Cet article est partiellement ou en totalité issu de l’article de Wikipédia en anglais intitulé « Sd.Kfz. 247 » (voir la liste des auteurs).